# Заборонене царство (фільм)
«Заборонене царство» (оригінальна назва The Forbidden Kingdom) — гонконґсько-американський фільм із Джекі Чаном та Джетом Лі у головних ролях. Уперше фільм вийшов на екрани у США 18 квітня 2008 року, в Україні фільм був показаний 29 травня 2008 року.

## Сюжет
Джейсон Трипікітас (Майкл Анґарано) любить дивитися фільми про кунґ фу, ходить до Китайського кварталу й купує у продавця Ху диски. Якось хлопця перестрівають знайомі хулігани і змушують Джейсона допомогти пограбувати Ху. Наляканий Джейсон погоджується. Але Ху не віддає гроші, за що один із бандитів стріляє у старого продавця. Ху передає хлопцю чарівний посох і каже втікати. Посох переносить Джейсона до Китаю XV століття. Там Джейсон зустрічає безсмертного п'яницю Лу Яня (Джекі Чан) і Білого Монаха (Джет Лі). Разом їм необхідно доставити посох Царю мавп, але дорогою до мети їм постає нефритова армія і її ватажок.

## В ролях
- Джекі Чан — Лу Янь/Старий продавець Ху
- Джет Лі — Цар мавп/Монах
- Майкл Анґарано — Джейсон Трипікітас
- Колін Чов — нефритовий воєначальник
- Луї Їфей — Золотий Горобець/китайська дівчина
- Лілі Бінґ-Бінґ — Ні-Чанґ, відьма з білявим волоссям

## Касові збори
Фільм «Заборонене царство» зібрав $127 906 624 у світовому прокаті — $52 075 270 із них у США.